# 伊豆那姬命
伊豆那姬命（日语：イヅナヒメノミコト）乃日本高知縣二家神社（詳見後敘）主祀的女神，《記紀》二書並無記錄。

## 概要
伊豆那姬命為高知縣土佐清水市高知山的伊豆田神社、南國市田村、前濱地區的伊都多神社等的主祀神。由於身為總本社的伊豆那神社（明治元年改稱伊豆田神社）在江戶時代幕末時期慘遭祝融之災，所有記錄付之一炬，故其創社源由不詳，但至少室町時代以前該社供奉的是產土神。本來前濱地區屢受腳氣病所苦，伊都多神社治癒有效，故被當地居民尊稱為「御伊都多樣」，在土佐一帶廣受尊崇。明治初期伊豆田神社並無社格，居民不服而訴請升格為縣社，但沒有成功。直到昭和27年（1952年）8月10日，依《宗教法人法》承認這些神社隸屬神社本廳。
此外，也有傳說南國市的伊都多神社祭祀之伊豆那姬命有另外兩個姊妹神，二姊位在前濱、小妹位於田村，而二姊與小妹相處並不和睦，故往昔田村地區居民常向前濱的伊都多神社投擲石塊。但這種風俗過於野蠻，二戰結束後已經明文禁止這種行為。

## 信仰
在日本主祭伊豆那姬命的神社有下述二社：
- 伊豆田神社（高知縣土佐清水市）
- 伊都多神社（高知縣南國市）

## 內部連結
- 神道

## 外部連結
- （日語）伊豆田神社について